# قصر شمعون الأثري

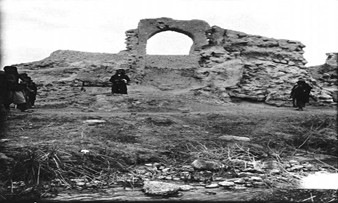
قصر شمعون في كربلاء

قصر شمعون هو أحد القصور الأثرية القديمة في العراق وأقدم القصور في محافظة كربلاء ومن المعالم التاريخية في كربلاء يقع على بعد 30 كم عن مدينة كربلاء على طريق عين التمر الأخيضر شيده شمعون بن جابل اللخمي أحد رجال الدين المسيحيين ولم يبقى من القصر سوى أركانه التي يبلغ ارتفاعها 15 متر.